# Jordan Schmaltz
Jordan Schmaltz (* 8. Oktober 1993 in Madison, Wisconsin) ist ein US-amerikanischer Eishockeyspieler, der zuletzt bis zum Ende der Saison 2022/23 beim EHC Kloten aus der Schweizer National League (NL) unter Vertrag gestanden und dort auf der Position des Verteidigers gespielt hat. Sein jüngerer Bruder Nick ist ebenfalls professioneller Eishockeyspieler.

## Karriere
Schmaltz verbrachte seine Juniorenzeit bis 2010 bei den Chicago Mission. Anschließend war der Verteidiger in der United States Hockey League, wo er zwischen 2010 und 2012 jeweils ein Jahr für die Sioux City Musketeers und Green Bay Gamblers spielte, aktiv. Mit den Gamblers gewann er am Ende der Spielzeit 2011/12 den Clark Cup. Nach der Auswahl in der ersten Runde des NHL Entry Draft 2012 an 25. Stelle durch die St. Louis Blues aus der National Hockey League wechselte Schmaltz zunächst an die University of North Dakota. Dort spielte der US-Amerikaner die folgenden drei Jahre in der Western Collegiate Hockey Association und National Collegiate Hockey Conference – beides Divisionen im Spielbetrieb der National Collegiate Athletic Association.
Nach drei Jahren am College wurde Schmaltz Ende Mai 2015 von den St. Louis Blues unter Vertrag genommen. Dort kam er in den folgenden beiden Spieljahren hauptsächlich in der American Hockey League beim Farmteam Chicago Wolves zum Einsatz. Im Verlauf der Saison 2016/17 feierte der Abwehrspieler sein NHL-Debüt für die Blues und kam dort insgesamt neunmal zum Einsatz.
Nach insgesamt vier Jahren in der Organisation der Blues wurde der US-Amerikaner im Juli 2019 an die Toronto Maple Leafs abgegeben, während im Gegenzug Andreas Borgman nach St. Louis wechselte. In Toronto kam er ausschließlich bei den Marlies in der AHL zum Einsatz, ehe er zur Trade Deadline im Februar 2020 im Tausch für Matt Lorito zu den New York Islanders transferiert wurde. Dort beendete er die Saison 2019/20, wobei sein im Oktober 2020 auslaufender Vertrag nicht verlängert wurde. In der Folge unterzeichnete er im Januar 2021 einen auf die AHL beschränkten Vertrag bei den Tucson Roadrunners, bevor er im Juni 2021 erstmals nach Europa wechselte, indem er sich HIFK Helsinki aus der finnischen Liiga anschloss. Nach einer Spielzeit wechselte der US-Amerikaner schließlich zum EHC Kloten aus der Schweizer National League.

### International
Für sein Heimatland spielte Schmaltz bei der World U-17 Hockey Challenge 2010 sowie den World Junior A Challenges 2010 und 2011. Dabei gewann er bei beiden Turnieren des Kalenderjahres 2010 die Goldmedaille. Im folgenden Jahr kam eine Bronzemedaille dazu.

## Erfolge und Auszeichnungen
| - 2011 Teilnahme am USHL All-Star Game - 2011 USHL All-Rookie Team - 2011 USHL First All-Star Team - 2012 Clark-Cup-Gewinn mit den Green Bay Gamblers | - 2012 USHL First All-Star Team - 2014 NCHC Second All-Star Team - 2015 NCHC Second All-Star Team |

### International
- 2010 Goldmedaille bei der World U-17 Hockey Challenge
- 2010 Goldmedaille bei der World Junior A Challenge
- 2011 Bronzemedaille bei der World Junior A Challenge

## Karrierestatistik
Stand: Ende der Saison 2022/23

### International
Vertrat die USA bei:
- World U-17 Hockey Challenge 2010
- World Junior A Challenge 2010
- World Junior A Challenge 2011

(Legende zur Spielerstatistik: Sp oder GP = absolvierte Spiele; T oder G = erzielte Tore; V oder A = erzielte Assists; Pkt oder Pts = erzielte Scorerpunkte; SM oder PIM = erhaltene Strafminuten; +/− = Plus/Minus-Bilanz; PP = erzielte Überzahltore; SH = erzielte Unterzahltore; GW = erzielte Siegtore; 1 Play-downs/Relegation; Kursiv: Statistik nicht vollständig)